# Manfred Mann’s Earth Band
Manfred Mann’s Earth Band (сокращённо MMEB) — британская рок-группа, образованная клавишником Манфредом Манном в 1971 году. Состав группы неоднократно менялся; основными его участниками оставались Манфред Манн и поющий гитарист Мик Роджерс.
Группа исполняла динамичный, стилистически разнообразный арт-рок, а наивысшего успеха в чартах добились с синглом «Blinded by the Light» (#1 US, #6 UK, 1977).

## История группы

### Первая половина 1970-х годов
Группа была образована в начале 1971 года после распада недолговременного музыкального коллектива Manfred Mann Chapter Three, исполнявшего джаз-рок. Весной 1971 года MMEB начала концертную деятельность. Первые концерты прошли сначала в Италии и затем — в Австралии, в качестве разогревающей группы для Deep Purple и Free.
Дебютный альбом Manfred Mann’s Earth Band был записан в конце 1971 — начале 1972 года в студии «Maximum Sound Studios» (Лондон) в составе: Манфред Манн (орган, синтезатор), Мик Роджерс (гитара, вокал), Колин Паттенден (бас-гитара), Крис Слэйд (ударные). Выпущен в феврале 1972 года лейблом «Philips Records» в Великобритании и «Polydor Records» в США. Центральными композициями считаются песня «Captain Bobby Scout», инструментальная «Tribute» и три кавер-версии песен других авторов: «Please Mrs. Henry» (Боба Дилана), «Jump Sturdy» (Доктора Джона) и «Living Without You» (Рэнди Ньюмана). В этом альбоме Манн сделал сознательную попытку отойти от трёхминутного поп-формата в сторону прогрессив- и симфо-рока, но, по мнению критиков, в отличие от других групп, работавших в этом направлении (в первую очередь, Emerson, Lake & Palmer и Yes), сохранил к собственным экспериментам не слишком серьёзное отношение.
Второй альбом Glorified Magnified был выдержан в хард-роковом ключе с развёрнутыми акустическими эпизодами и отмечен филигранной синтезаторной работой Манна, подкреплённой мощным басом Паттендена и виртуозными соло Роджерса («I’m Gonna Have You All»).
На обложке этого альбома впервые появляется фирменный логотип группы, который отныне будет изображаться в уменьшенном виде на всех альбомах и использоваться на концертах.
В третьем (возможно, самом серьёзном) альбоме Messin' группа продолжила эксперименты по соединению эклектичного рок-н-ролла с элементами прогрессивного рока (в США этот же альбом выходил под другим заголовком, Get Your Rocks Off, и в новом оформлении). «Манн здесь вторгается на территорию Рика Уэйкмана и Кита Эмерсона, в то время, как группа в своём общем звучании ближе к Deep Purple» (Брюс Эдер, All Music Guide).
При том, что первые три альбома высоко оценивались критикой, «классическим» альбомом раннего MMEB всё же стал четвёртый альбом Solar Fire. Отсюда вышел и первый хит группы «Joybringer» (#9, UK) — рок-вариация на тему симфонической сюиты Густава Хольста «Планеты» (использована тема четвёртой части сюиты под названием «Юпитер — носитель веселья»). Сохранил популярность ещё один трек из этого альбома: композиция Боба Дилана «Father of Day»; эту песню Мик Роджерс исполняет на концертах по сей день.
Начиная с пятого альбома The Good Earth (1973) основными темами в творчестве группы стали экология и социально-политические проблемы современной цивилизации (в дальнейшем в качестве символического жеста Манн выход каждого нового альбома отмечал актом дарения нуждающимся людям участка земли в Уэльсе). Как отмечал рецензент Брюс Эдер (Bruce Eder), в музыкальном отношении The Good Earth находится между прогрессивным роком, хард-роком и классическим британским блюзом, в альбоме есть материал, который сделал бы честь King Crimson или Be Bop Deluxe.

### Вторая половина 1970-х годов
Первым хит-альбомом Manfred Mann’s Earth Band стал Nightingales and Bombers (1975), он поднялся до #120 в Billboard 200. Название альбома вдохновлено записью соловьиного пения, сделанной в годы Второй мировой войны английским натуралистом во время пролёта германских бомбардировщиков, направлявшихся бомбить Британию (фрагмент этой записи звучит на альбоме).
Nightingales and Bombers стал последним диском, записанным группой в первоначальном составе: Манфред Манн, Мик Роджерс, Крис Слейд, Колин Паттенден. Наиболее известным произведением этого альбома является первая композиция «Spirits in the Night», представляющая собой кавер-версию популярной песни «Spirit in the Night» Брюса Спрингстина. Эта композиция многократно исполнялась на концертах Manfred Mann’s Earth Band в разные годы и стала одной из самых популярных и узнаваемых песен группы. В 1976 году «Spirits in the Night» была перезаписана и издана отдельно в виде сингла, причем ещё год спустя вторично перезаписана с вокалом Криса Томпсона вместо Мика Роджерса.Еще одной жемчужиной альбома является композиция «Visionary mountains» (авторы Джоан Арматрейдинг и Памела Нестор). Начиная со следующего альбома, Роджерса заменили Крис Томпсон (вокал) и Дэвид Флетт (гитара).
Критика высоко оценила и два следующих альбома: The Roaring Silence и Watch, созданные с новым фронтменом Крисом Томпсоном и гитаристом Дэвидом Флеттом, заменившими Мика Роджерса.
The Roaring Silence поднялся до #10 в Billboard 200 и является самым коммерчески успешным за всё время существования группы. Наиболее известным произведением этого альбома является композиция «Blinded by the Light», представляющая собой обработку одноимённой песни американского музыканта Брюса Спрингстина с дебютного альбома Greetings from Asbury Park, N.J. (1973). В 1977 году она была переиздана в виде сингла, который поднялся на первое место в Billboard Hot 100 и вошёл в хит-парады многих стран мира.
Watch, единственный из всех дисков группы, был выпущен фирмой грамзаписи «Мелодия» (СССР). Наиболее известные композиции этого альбома — «Davy’s On The Road Again» и «Mighty Quinn» — также вышли в виде отдельного сингла и многократно исполнялись на концертах. Первая — обработка одноимённой песни Джона Саймона (John Simon) и Робби Робертсона (Robbie Robertson). Вторая — обработка известной одноимённой песни Боба Дилана 1967 года. По мнению самого Боба Дилана, Манфред Манн является самым интересным интерпретатором его песен, в которые он внес «дыхание» электронных инструментов.
Девятый альбом Angel Station был встречен в своё время сдержанно, лишь много лет спустя критика оценила его новаторские идеи (композиции «Hollywood Town» и «You Are — I Am» выполнены как взаимозеркальные отражения) и мастерство Манна как аранжировщика («You Angel You»). Песня «Don’t Kill It Carol» стала ярким концертным номером группы. Альбом остаётся образцом интеллектуального рока: будучи своего рода аналогом музыкального кроссворда, он созвучен с работами художника Эшера, влияние которого явно отразилось на оформлении на обложки.

### 1980—1990-е годы
После ухода Флетта (которого заменил Стив Уоллер) группа попыталась сблизиться с электронным флангом «новой волны». Сопродюсером десятого альбома Chance (1980) стал Тревор Рэбин, позже записавший несколько альбомов с группой Yes. Он также участвовал в записи альбома Chance вместе с гитаристом из первого состава и одним из основателей группы Миком Роджерсом. К этому альбому относятся хит-синглы «Lies (All Through The 80’s)», «Stranded» и «For You» (последняя композиция является обработкой одноимённой песни Брюса Спрингстина).
В начале 1983 года группа (запрещённая в ЮАР) выпустила с африканскими музыкантами альбом Somewhere in Afrika, во многом предвосхитивший Graceland Пола Саймона и массовое увлечение музыкантов и слушателей 1980-х годов этнической музыкой. В 1983 году в MMEB ненадолго вернулся Мик Роджерс, с ним группа выпустила сингл с композицией «Runner», ставшей очередными хитом и вошедшей в американское издание Somewhere in Afrika. Но постепенно популярность группы и её коммерческие успехи пошли на спад, а поддерживавший её лейбл Bronze Records разорился.
После записи альбомов Criminal Tango (1986) и Masque (1987), не достигших заметного успеха, Манфред Манн временно распустил коллектив (собрав его вновь лишь в 1996 году) и создал группу Manfred Mann’s Plain Music, с которой выпустил единственный студийный альбом Plains Music (1991), основанный на фольклорной музыке индейцев Северной Америки. Несмотря на то, что формально этот диск не является работой Manfred Mann’s Earth Band, его часто включают в дискографию MMEB. В качестве вокалиста Manfred Mann’s Plain Music выступил певец Ноэл МакКалла, впоследствии вошедший в состав Manfred Mann’s Earth Band и записавший с группой два студийных альбома: Soft Vengeance (1996) и 2006 (2004).

### В XXI веке
Manfred Mann’s Earth Band продолжают активную концертную деятельность. Все ранние альбомы группы были ремастированы и переизданы с добавлением бонус-треков. Изданный в августе 2005 года бокс-сет Odds & Sods — Mis-takes & Out-takes познакомил мир с большим объёмом ранее не выпускавшегося материала, в том числе, целым альбомом группы Manfred Mann Chapter Three (Volume 3), считавшимся потерянным.
В 2004 году после длительной студийной работы увидел свет новый студийный альбом 2006 (фактически, сольный альбом Манна), в композициях которого («Black Eyes», «Frog», «Marche Slave», «Independent Woman») использованы темы русской народной, духовной и классической музыки.
В декабре 2006 года вышел DVD Unearthed 1973—2005 The Best of Manfred Mann’s Earth Band, содержащий двадцать треков, начиная с записанных в 1973 году в Швеции «Father of Day», «Captain Bobby Stout» и «Black & Blue» и заканчивая концертной версией «Mighty Quinn» 2005 года. В 2007 году в австрийские чарты вошли два данс-ремикса: «Blinded by the Light» (Michael Mind feat. Manfred Mann’s Earth Band) и «For You» (The Disco Boys feat. Manfred Mann’s Earth Band).
В 2009 году группу покинул Ноэл МакКалла. Новым вокалистом стал Питер Кокс (Peter Cox), которого в 2011 году заменил Роберт Харт.

## Участники

### Нынешние члены
- Манфред Манн — клавишные и бэк-вокал (1971-наше время)
- Мик Роджерс — гитара, вокал (1971—1975); гитара, бэк-вокал (1983-наше время)
- Джон Лингвуд — ударные (1979—1987, 2016-наше время)
- Стив Кинч — бас-гитара (1986—сессионный; 1991—наше время — полноценный)
- Роберт Харт — вокал (2011-наше время)

### Бывшие участники
- Крис Слэйд — ударные (1971—1979)
- Колин Паттенден — бас-гитара (1971—1977)
- Крис Томпсон — вокал (1975—1986, 1996—1999)
- Дэйв Флетт — гитара (1975—1979)
- Pat King — бас-гитара (1977—1982; 1991—2013)
- Стив Уоллер — гитара и бэк-вокал (1979—1983; умер в 2000)
- Джефф Бриттон — ударные (1978—1979)
- Мэтт Ирвинг — бас-гитара (1982—1983; умер в 2015)
- Шона Лэйинг — вокал (1983)
- Дурбан Бетанкурт — вокал (1986—1987)
- Мэгги Райдер — вокал (1987)
- Ноэль МакКалла — вокал (1991—2009, 2010)
- Клив Бункер — ударные (1991—1996)
- Джон Троттер[12] — ударные (1996—2000)
- Ричард Маркангело — ударные (2000—2002)
- Пит Мэй — ударные (2002; умер в 2018)
- Джефф Данн — ударные (2002—2007)
- Джимми Копли — ударные, перкуссия (2007—2015; умер в 2017)
- Питер Кокс — вокал (2009—2011)

## Дискография

### Альбомы
| Издан         | Название                  | Позиция в чартах | Позиция в чартах | Вид                                             |
| Издан         | Название                  | UK               | US               | Вид                                             |
| ------------- | ------------------------- | ---------------- | ---------------- | ----------------------------------------------- |
| Февраль 1972  | Manfred Mann’s Earth Band | —                | 138              | Студийный                                       |
| Сентябрь 1972 | Glorified Magnified       | —                | —                | Студийный                                       |
| Июнь 1973     | Messin'                   | —                | 196              | Студийный                                       |
| Ноябрь 1973   | Solar Fire                | —                | 96               | Студийный                                       |
| Октябрь 1974  | The Good Earth            | —                | 157              | Студийный                                       |
| Август 1975   | Nightingales and Bombers  | —                | 120              | Студийный                                       |
| Август 1976   | The Roaring Silence       | 10               | 10               | Студийный                                       |
| Февраль 1978  | Watch                     | 33               | 83               | Студийный/Концертный                            |
| Март 1979     | Angel Station             | 30               | 144              | Студийный                                       |
| Октябрь 1980  | Chance                    | —                | 87               | Студийный                                       |
| Февраль 1983  | Somewhere in Afrika       | 87               | 40               | Студийный                                       |
| Февраль 1984  | Budapest Live             | —                | —                | Концертный                                      |
| Июнь 1986     | Criminal Tango            | —                | —                | Студийный                                       |
| Октябрь 1987  | Masque                    | —                | —                | Студийный                                       |
| Август 1991   | Plains Music              | —                | —                | Студийный                                       |
| Апрель 1996   | Soft Vengeance            | —                | —                | Студийный                                       |
| Май 1998      | Mann Alive                | —                | —                | Концертный                                      |
| Октябрь 2004  | 2006                      | —                | —                | Студийный                                       |
| 2011          | Leftovers                 | —                | —                | Концертный (в составе 40th Anniversary Box Set) |
| 2011          | Live In Ersingen          | —                | —                | Концертный (в составе 40th Anniversary Box Set) |
| 2014          | Lone Arranger             | —                | —                | Студийный                                       |

### Сборники
- Blinded by the Light: The Very Best of Manfred Mann's Earth Band (1992)
- The Best of Manfred Mann’s Earth Band Re-Mastered (1999)
- The Best of Manfred Mann’s Earth Band Re-Mastered Volume II (2001)
- Odds & Sods — Mis-takes & Out-takes (2005)
- 40th Anniversary Box Set
- Mannthology — 50 Years of Manfred Mann’s Earth band (2021)

### Синглы
| Издан                                    | Название                            | Позиция в чартах | Позиция в чартах | Позиция в чартах | Позиция в чартах | Позиция в чартах | Позиция в чартах | Позиция в чартах | Позиция в чартах | Позиция в чартах | Сертификация | Альбом                                                           |
| Издан                                    | Название                            | UK               | CA               | GE               | IRE              | NL               | NZ               | SA               | US               | AU               | Сертификация | Альбом                                                           |
| ---------------------------------------- | ----------------------------------- | ---------------- | ---------------- | ---------------- | ---------------- | ---------------- | ---------------- | ---------------- | ---------------- | ---------------- | ------------ | ---------------------------------------------------------------- |
| 1971                                     | «Living Without You»                | —                | —                | —                | —                | —                | —                | —                | 69               | —                |              | Manfred Mann’s Earth Band                                        |
| 1971                                     | «Mrs. Henry»                        | —                | —                | —                | —                | —                | —                | —                | 108              | —                |              | Manfred Mann’s Earth Band                                        |
| 1972                                     | «I’m Up and I’m Leaving»            | —                | —                | —                | —                | —                | —                | —                | 112              | —                |              | Manfred Mann’s Earth Band                                        |
| 1972                                     | «Meat»                              | —                | —                | —                | —                | —                | —                | —                | —                | —                |              | Glorified Magnified                                              |
| 1973                                     | «It’s All Over Now, Baby Blue»      | —                | —                | —                | —                | —                | —                | —                | —                | —                |              | Glorified Magnified                                              |
| 1973                                     | «Get Your Rocks Off»                | —                | —                | —                | —                | —                | —                | —                | —                | —                |              | Messin'                                                          |
| 1973                                     | «Mardi Gras Day»                    | —                | —                | —                | —                | —                | —                | —                | —                | —                |              | Messin'                                                          |
| 1973                                     | «Joybringer»                        | 9                | —                | —                | 20               | —                | —                | —                | —                | 93               |              | Non-album single                                                 |
| 1974                                     | «Father of Day, Father of Night»    | —                | —                | —                | —                | —                | —                | —                | —                | —                |              | Solar Fire                                                       |
| 1974                                     | «Be Not Too Hard»                   | —                | —                | —                | —                | —                | —                | —                | —                | —                |              | The Good Earth                                                   |
| 1975                                     | «Spirit in the Night»               | —                | 64               | —                | —                | 10               | —                | —                | 97               | —                |              | Nightingales & Bombers                                           |
| 1976                                     | «Blinded by the Light»              | 6                | 1                | —                | —                | 19               | 8                | —                | 1                | 11               | - US: Gold   | The Roaring Silence                                              |
| 1976                                     | «Questions»                         | —                | —                | —                | —                | —                | —                | —                | —                | —                |              | The Roaring Silence                                              |
| 1977                                     | «Spirit in the Night» (New Version) | —                | —                | —                | —                | —                | —                | —                | 40               | 73               |              | Non-album single                                                 |
| 1977                                     | «California»                        | 54               | —                | —                | —                | —                | 31               | —                | —                | 96               |              | Watch                                                            |
| 1978                                     | «Mighty Quinn»                      | —                | —                | —                | —                | —                | —                | 14               | —                | —                |              | Watch                                                            |
| 1978                                     | «Davy’s on the Road Again»          | 6                | —                | 26               | 5                | 18               | —                | —                | —                | 48               |              | Watch                                                            |
| 1979                                     | «You Angel You»                     | 54               | 93               | —                | —                | —                | —                | —                | 58               | 50               |              | Angel Station                                                    |
| 1979                                     | «Don’t Kill It Carol»               | 45               | —                | 23               | 29               | —                | —                | —                | —                | —                |              | Angel Station                                                    |
| 1980                                     | «Lies (Through the 80’s)»           | —                | —                | —                | —                | 26               | —                | —                | —                | 98               |              | Chance                                                           |
| 1981                                     | «For You»                           | —                | —                | —                | —                | —                | —                | —                | 106              | —                |              | Chance                                                           |
| 1981                                     | «I (Who Have Nothing)»              | —                | —                | 48               | —                | —                | —                | —                | —                | —                |              | Non-album single                                                 |
| 1983                                     | «Eyes of Nostradamus»               | —                | —                | —                | —                | —                | —                | —                | —                | —                |              | Somewhere in Afrika                                              |
| 1983                                     | «Redemption Song»                   | —                | —                | —                | —                | —                | —                | —                | —                | —                |              | Somewhere in Afrika                                              |
| 1983                                     | «Tribal Statistics»                 | —                | —                | —                | —                | —                | —                | —                | —                | —                |              | Somewhere in Afrika                                              |
| 1983                                     | «Demolition Man»                    | —                | —                | —                | —                | —                | —                | —                | —                | —                |              | Somewhere in Afrika                                              |
| 1984                                     | «Runner»                            | —                | 34               | —                | —                | —                | —                | 8                | 22               | —                |              | Somewhere in Afrika                                              |
| 1986                                     | «Do Anything You Wanna Do»          | —                | —                | —                | —                | —                | —                | —                | —                | —                |              | Criminal Tango                                                   |
| 1986                                     | «Going Underground»                 | —                | —                | —                | —                | —                | —                | —                | —                | —                |              | Criminal Tango                                                   |
| 1987                                     | «Geronimo’s Cadillac»               | —                | —                | —                | —                | —                | —                | —                | —                | —                |              | Masque                                                           |
| 1992                                     | «Blinded by the Light»              | —                | —                | —                | —                | —                | —                | —                | —                | —                |              | Blinded by the Light: The Very Best of Manfred Mann’s Earth Band |
| 1996                                     | «Nothing Ever Happens»              | —                | —                | 97               | —                | —                | —                | —                | —                | —                |              | Soft Vengeance                                                   |
| 1996                                     | «Tumbling Ball»                     | —                | —                | —                | —                | —                | —                | —                | —                | —                |              | Soft Vengeance                                                   |
| 1996                                     | «Pleasure and Pain»                 | —                | —                | —                | —                | —                | —                | —                | —                | —                |              | Soft Vengeance                                                   |
| 1998                                     | «Mighty Quinn»                      | —                | —                | —                | —                | —                | —                | —                | —                | —                |              | Mann Alive                                                       |
| 2004                                     | «Demons and Dragons»                | —                | —                | —                | —                | —                | —                | —                | —                | —                |              | 2006                                                             |
| 2011                                     | «(Lick Your) Boots»                 | —                | —                | —                | —                | —                | —                | —                | —                | —                |              | Non-album single                                                 |
| «—» denotes releases that did not chart. |                                     |                  |                  |                  |                  |                  |                  |                  |                  |                  |              |                                                                  |

## Комментарии
1. ↑  Chart position is from the official UK "Breakers List".